# Iman bint Al-Hussein
Iman bint Al-Hussein bin Abdullah II (Amã, 3 de agosto de 2024) é a primeira filha do príncipe herdeiro Hussein da Jordânia e da princesa Rajwa. Ela é a primeira neta da rainha Rania e do rei Abdullah II da Jordânia. Como filha do herdeiro do trono, é membro da dinastia Hachemita, a família real da Jordânia desde 1921, e é considerada descendente direta de 43ª geração do profeta islâmico Maomé.

## Significado do nome
O nome "Iman" é de origem árabe e significa "fé". Este nome é comum na cultura árabe e islâmica, refletindo valores espirituais e religiosos.

## Linha de sucessão
Apesar de ser a filha do príncipe herdeiro, Iman está na linha de sucessão ao trono jordaniano, mas não como sucessora do herdeiro da Coroa, devido às leis de sucessão do país, que privilegiam os descendentes masculinos.

## Anúncio e reações
O nascimento de Iman foi anunciado pela Corte Real Hachemita, que expressou a imensa felicidade e gratidão dos pais, pedindo aos simpatizantes que considerassem fazer doações ao Fundo Al-Aman para o Futuro dos Órfãos em vez de enviar presentes ou flores.